# Charles B. Griffith
Charles B. Griffith (n. 23 septembrie 1930, Chicago, Illinois, SUA – d. 28 septembrie 2007, San Diego, California, SUA) a fost un actor american, scenarist și regizor de filme.   Este cel mai cunoscut pentru scrierea scenariilor filmelor produse de Roger Corman, filme ca A Bucket of Blood (1959), Prăvălia groazei (1960) sau Death Race 2000 (1975).
Este autorul scenariilor a 29 de filme, dar a realizat mult mai multe fără a fi menționat.  De asemenea, a regizat cel puțin șase filme, a jucat în șase filme, a fost regizor secund în șase filme, a produs trei filme și a fost director de producție pentru două filme.   

## Filmografie
A scris scenariul următoarelor filme:
- It Conquered the World (1956) - și  actor
- Gunslinger (1956) - cu Mark Hanna
- Not of This Earth (1956) - cu Mark Hanna - și actor
- Flesh and the Spur (1956) - cu Mark Hanna
- The Undead (1956) - cu Mark Hanna
- Teenage Doll (1956)
- Naked Paradise (1956)
- Attack of the Crab Monsters (1957) - și actor, în secvențele subacvatice
- Rock All Night (1957)
- Ghost of the China Sea (1958) - și producător
- Forbidden Island (1959) - și producător, regizor
- Beast from Haunted Cave (1958)
- Ski Troop Attack (1959)
- A Bucket of Blood (1959)
- The Little Shop of Horrors (1960) - și actor, 2nd unit
- The Troubled Giants
- Creature from the Haunted Sea (1961)
- Atlas (1962) - și actor, 2nd unit
- The Paratroopers (1962)
- Frontier Ahead (1963)
- The Young Racers (1963) - 2nd unit only
- The Secret Invasion (1964) - 2nd unit only
- The She Beast (1965) - also 2nd unit
- The Wild Angels (1966)
- Devil's Angels (1966)
- Barbarella (1968)
- Death Race 2000 (1975) - și actor, 2nd unit
- The Swinging Barmaids (1975)
- Hollywood Boulevard (1976) - doar ca actor
- Eat My Dust! (1976) - și regizor
- Up from the Depths (1979) - și regizor
- Dr. Heckyl and Mr. Hype (1980) - și regizor
- Smokey Bites the Dust (1981) - și regizor, actor
- Eating Raoul (1982) - doar ca actor
- Wizards of the Lost Kingdom II (1989) - și regizor